# Ulrich Breden
Ulrich Breden (geboren 1950 in Gnarrenburg) ist ein deutscher Bibliothekar und Autor.
Breden arbeitete von 1982 bis 2016 an der Niedersächsischen Landesbibliothek bzw. Gottfried Wilhelm Leibniz Bibliothek in Hannover in der Abteilung Niedersächsische Bibliographie. Er erarbeitete für die Bibliothek Ausstellungen über Heinrich Vogeler, Michel de Montaigne und Werner Kraft.  Breden forscht seit Jahren intensiv zu Werner Kraft, betreute die Werner Kraft-Bibliographie als Datenbank und ist als Autor und Herausgeber tätig.

## Publikationen
- Werner-Kraft-Bibliographie als E-Book (Titel der früheren Datenbank der Gottfried Wilhelm Leibniz Bibliothek, Hannover, ergänzt und aktualisiert, Stand: Oktober 2024)
- Kraft, Werner 1896–1991. Bibliothekar, Literaturwissenschaftler, Schriftsteller. In: NDB-online, veröffentlicht am 1. Januar 2024
- Zwischen Alltagssorgen, Raumnot und Neubauplänen: die Vormals Königliche und Provinzial-Bibliothek Hannover/ Niedersächsische Landesbibliothek im Spiegel des Dienst-Tagebuchs ihrer Direktoren Karl Kunze, Otto Heinrich May und Gerhard Meyer 1907–1961. Hrsg. und kommentiert von Ulrich Breden, Gottfried Wilhelm Leibniz Bibliothek, Hannover 2016, ISBN 978-3-943922-14-1.
- Werner Kraft:  Rahel. Kommentiert von Ulrich Breden. In: Der Sopha schön, und doch zum Lottern. Freundesgabe für Professor Dr. Konrad Feilchenfeldt zum 70. Geburtstag. Hrsg. Von Nikolaus Gatter unter Mitarbeit von Inge Brose-Müller und Sigrun Hopfensperger. Berlin: Berliner Wissenschaftsverlag BWV 2015 (Almanach der Varnhagen Gesellschaft. AVG 3), S. 12–15. ISBN 978-3-8305-0579-2.
- Bibliographie zur Geschichte der Gottfried Wilhelm Leibniz Bibliothek und ihrer Vorgängereinrichtungen. Gottfried Wilhelm Leibniz Bibliothek, Hannover 2015, Online-Ressource: urn:nbn:de:gbv:35-00001752-14 (S. 85: Zur Person)
- Das Schreckenshaus. Theodor Lessing als Lazarettarzt in Hannover. Begleitheft zur Lesung mit Ulrich Breden und Rainer Marwedel am historischen Ort, Polizeidirektion Hannover, Alte Kriegsschule, Waterloostraße 11, am Donnerstag, 22. Mai 2014, 19.30 Uhr. Hannover: Gottfried Wilhelm Leibniz Bibliothek, Polizeidirektion Hannover 2014. (Betr. Theodor Lessings achtteilige Artikelfolge „Das Lazarett“ im Prager Tagblatt, 10. Februar – 19. April 1929.) Beginn der Artikelfolge als Digitalisat bei ANNO
- Niedersächsische Profile. Rudolf Christiani, Minnie Marx und Max Schmeling. In: Buntpapier. Für Anke Hölzer anlässlich ihres Geburtstages am 4. September 2012. Hrsg. von Reinhard Oberschelp, Carola Piepenbring-Thomas, Ariane Walsdorf. Hannover 2012, S. 67–75.
- Friedrich Schiller und „Die Prinzessin von Celle“. Zum 250. Geburtstag des Dichters am 10. November 2009. Dokumentation der Ausstellung der Gottfried-Wilhelm-Leibniz-Bibliothek und des Residenzmuseums im Celler Schloss vom 4. November 2009 bis zum 30. Januar 2010 in Hannover. Gesamtred. und Layout: Ulrike Annick Weber. Hannover: Gottfried-Wilhelm-Leibniz-Bibliothek; Celle: Residenzmuseum im Celler Schloss 2009. (S. 17–36: Ulrich Breden: Dokumentation der Ausstellung.)
- Meine Anstellung war lebenslänglich und hörte 1933 auf: Werner Kraft – Bibliothekar, Dichter Literaturkritiker in Hannover. Niemeyer, Hameln 2008. (Lesesaal. Heft 28.) ISBN 978-3-8271-8828-1.
- Werner Kraft: Zwischen Jerusalem und Hannover: die Briefe an Curd Ochwadt. Hrsg. von Ulrich Breden und Curd Ochwadt, Wallstein-Verlag, Göttingen 2004, ISBN 978-3-89244-745-0.
- Heimat in der Sprache. Werner Kraft in Hannover. In: Forum. Literatur in Niedersachsen. Hrsg.: Literaturrat Niedersachsen. Heft 2 (2002), S. 8–9.
- Literatur von und über Adolph Freiherrn Knigge. Begleitblatt zur Ausstellung anlässlich des 250.Geburtstags Knigges in der Niedersächsischen Landesbibliothek 2002. Mit den Signaturen der Niedersächsischen Landesbibliothek. Bearb. von Ulrich Breden auf der Grundlage der Datenbank „Niedersächsische Bibliographie – online“. 2., korrigierte und ergänzte Aufl., Stand: 18. Oktober 2002. Hannover: Niedersächsische Landesbibliothek 2002. 6 Bl.
- Büchertagebuch. Besprechung von: Hella S. Haasse: Ich widerspreche stets. Das unbändige Leben der Gräfin Bentinck. Reinbek 1997. - Une femme des lumières. Écrits et lettres de la comtesse de Bentinck 1715–1800. Paris 1997. - Curd Ochwadt: Voltaire und die Grafen zu Schaumburg-Lippe. Bremen, Wolfenbüttel 1977. - In: Das Land Oldenburg. Mitteilungsblatt der Oldenburgischen Landschaft. ISSN 1434-5005. Nr. 98 (1998), S. 27–29.
- Von Hannover nach Jerusalem – Werner Kraft (1896–1991): eine biographische Annäherung an seine hannoverschen Jahre. Begleitheft zur Ausstellung zum 100. Geburtstag in der Niedersächsischen Landesbibliothek 9. Mai bis 29. Juni 1996, bearb. von Ulrich Breden, Niedersächsische Landesbibliothek, Hannover 1996.
- Werner Kraft in der „Vormals Königlichen und Provinzialbibliothek“ Hannover. 1928–1933. In: Werner Kraft, 1896–1991. Bearb. von Jörg Drews. Mit Briefen, Gedichten und Prosatexten von Werner Kraft sowie Auszügen aus seinen Tagebüchern, ausgewählt von Volker Kahmen. Marbach am Neckar: Deutsche Schillergesellschaft, 1996 (Marbacher Magazin. 75), S. 25–31. ISBN 3-929146-47-9
- Moderne Brecht-Vertonungen auf Schallplatte und CD. Ausgewählt und zusammengestellt von Ulrich Breden, Dreigroschenheft 3/1995, S. 50–60.
- Werner Kraft (1896–1991); Bibliothekar und Schriftsteller; Chronologie seines Lebens und Verzeichnis seiner Werke. Bearb. von Ulrich Breden, Lax, Hildesheim 1992, ISBN 978-3-7848-3511-2.
- „Ich habe viel geschrieben und gedacht“. Zum Tode Werner Krafts. In: Laurentius. Von Menschen, Büchern und  Bibliotheken. Bd. 8 (1991), S. 72–83.
- Rechtsum zur Bibliothek oder: Ein ganz normaler Fall von Fürsorgepflicht? Der Konflikt um die Abordnung des Studiendirektors Karl-Heinz Kausch an die Niedersächsische Landesbibliothek Hannover. Eine Dokumentation, erstellt von Kolleginnen und Kollegen der Landesbibliothek. Mit einem Vorwort von Eckart Spoo. Hrsg. von der Gewerkschaft ÖTV. [Red.: Ulrich Breden.] Hannover 1985.

## Ausstellungen
- Werner Kraft
  - 2013, Hannover: „Meine Anstellung war lebenslänglich und hörte 1933 auf“. Ausstellung zu Werner Kraft, von den Nationalsozialisten verfolgter Bibliothekar, Dichter und Literaturkritiker. Geschäftsstelle der Madsack Gruppe Hannoversche Allgemeine Zeitung / Neue Presse, Medini-Haus, Lange Laube 8, Hannover.[4]
  - 2008, Hannover: „Meine Anstellung war lebenslänglich und hörte 1933 auf“. Werner Kraft – Bibliothekar, Dichter, Literaturkritiker in Hannover. Ausstellung im Katalogsaal der Gottfried Wilhelm Leibniz Bibliothek, 9. September 2008 bis 17. Januar 2009 – dann verlängert bis 11. April 2009 im Foyer der Bibliothek. Ausstellungsdesign: Maike Kandziora. (Auch Feier zur Benennung des Vortragssaals der Gottfried Wilhelm Leibniz Bibliothek nach Werner Kraft am 23. Oktober 2008 in Anwesenheit von Werner Krafts Tochter Alisa Tibon.)[5] Mit Begleitpublikation.
  - 2000/2001, Leipzig: „Von Hannover nach Jerusalem. Werner Kraft (1896–1991). Deutscher Jude, Bibliothekar, Schriftsteller“. Eine Ausstellung der Niedersächsischen Landesbibliothek, Hannover, in der Deutschen Bücherei Leipzig, 11. November 2000 bis 14. Januar 2001.[6]
  - 1996, Hannover, Braunschweig: „Von Hannover nach Jerusalem. Werner Kraft (1896–1991)“. Ausstellung zum 100. Geburtstag. Niedersächsische Landesbibliothek, 9. Mai bis 29. Juni 1996.[7] Mit Begleitheft. - Anschließend auch gezeigt in der Öffentlichen Bücherei Braunschweig.[8]
  - 1986, Hannover: Werner Kraft zum 90. Geburtstag. Kleine Ausstellung im Foyer der Niedersächsischen Landesbibliothek, April–Mai 1986. Ergänzt um eine Veranstaltung am 7. Mai 1986, in der Hermann Wiedenroth aus Krafts „Spiegelung der Jugend“ und Curd Ochwadt aus Briefen Krafts an ihn las.[9]
- Friedrich Schiller und „Die Prinzessin von Celle“. Zum 250. Geburtstag des Dichters am 10. November 2009. Ausstellung der Gottfried-Wilhelm-Leibniz-Bibliothek und des Residenzmuseums im Celler Schloss vom 4. November 2009 bis zum 30. Januar 2010 in Hannover. Ausstellung: Ulrich Breden, Marita Simon. Ausstellungsdesign: Maike Kandziora. Mit Begleitheft.
- „Ich selbst bin der einzige Inhalt meines Buches“. Michel de Montaigne(1533-1592). Ausstellung zum 400. Todestag. Niedersächsische Landesbibliothek, 5. Juni bis 11. Juli 1992.[10] Eröffnung am 4. Juni 1992 mit einem Vortrag von Mathias Greffrath, damals Chefredakteur der „Wochenpost“ (Berlin),: „Montaigne als Politikberater“. - Die Ausstellung wurde außerdem vom 28. August bis 30. September 1992 im Kurzentrum Bad Bevensen gezeigt.[11]
- Heinrich Vogeler und Heinrich Müller-Pearse. Radierungen von Heinrich Vogeler aus dem Privatbesitz seines Bremer Jugendfreundes. Ausstellung 10. bis 27. Mai 1989 in der Niedersächsischen Landesbibliothek.[12] Gezeigt wurden Radierungen, Exlibris und aquarellierte Federzeichnungen als Vorlagen zu Vogelers  Gedichtband „Dir“ (1899) aus Privatbesitz. Heinrich Müller-Pearse (1873–1946) war ein Bremer Baumwollkaufmann, Mitinhaber der Firma Albrecht, Müller Pearse (Baumwoll Im- und Export), Bremen und Eigentümer der Villa Buchenhof in Ritterhude-Platjenwerbe (erbaut 1906 durch den Architekten Paul Frölich)[13]. Müller-Pearse erwarb Heinrich Vogelers „Zimmer einer jungen Frau“ (Dresden 1906) für seine Ehefrau Frances Pearse (1872–1956) und ließ es in die Villa einbauen. Das Zimmer befindet sich heute im Bremer Focke-Museum, Haus Riensberg. Die Villa enthält auch innenarchitektonische Arbeiten von Rudolf Alexander Schröder. Heinrich Vogeler hielt die Villa in einer Zeichnung fest, die in der Ausstellung gezeigt wurde und als Plakatmotiv diente.